# Federico Ferrario
Federico Ferrario (Milano, 1714 – Milano, 27 marzo 1802) è stato un pittore italiano.

## Biografia
Federico Ferrario probabilmente milanese di nascita, studiò alla bottega del pittore, più portato all'affresco che alla pittura su cavalletto, Pietro Maggi. Risulta che fosse sposato forse con una parente del suo maestro: Margherita Maggi, ma che era sicuramente morta nel 1788. Dal matrimonio nacque un solo figlio: Carlo, che seguì i lavori del padre. Alla bottega del Maggi si specializzò nella stesura della pittura a fresco.

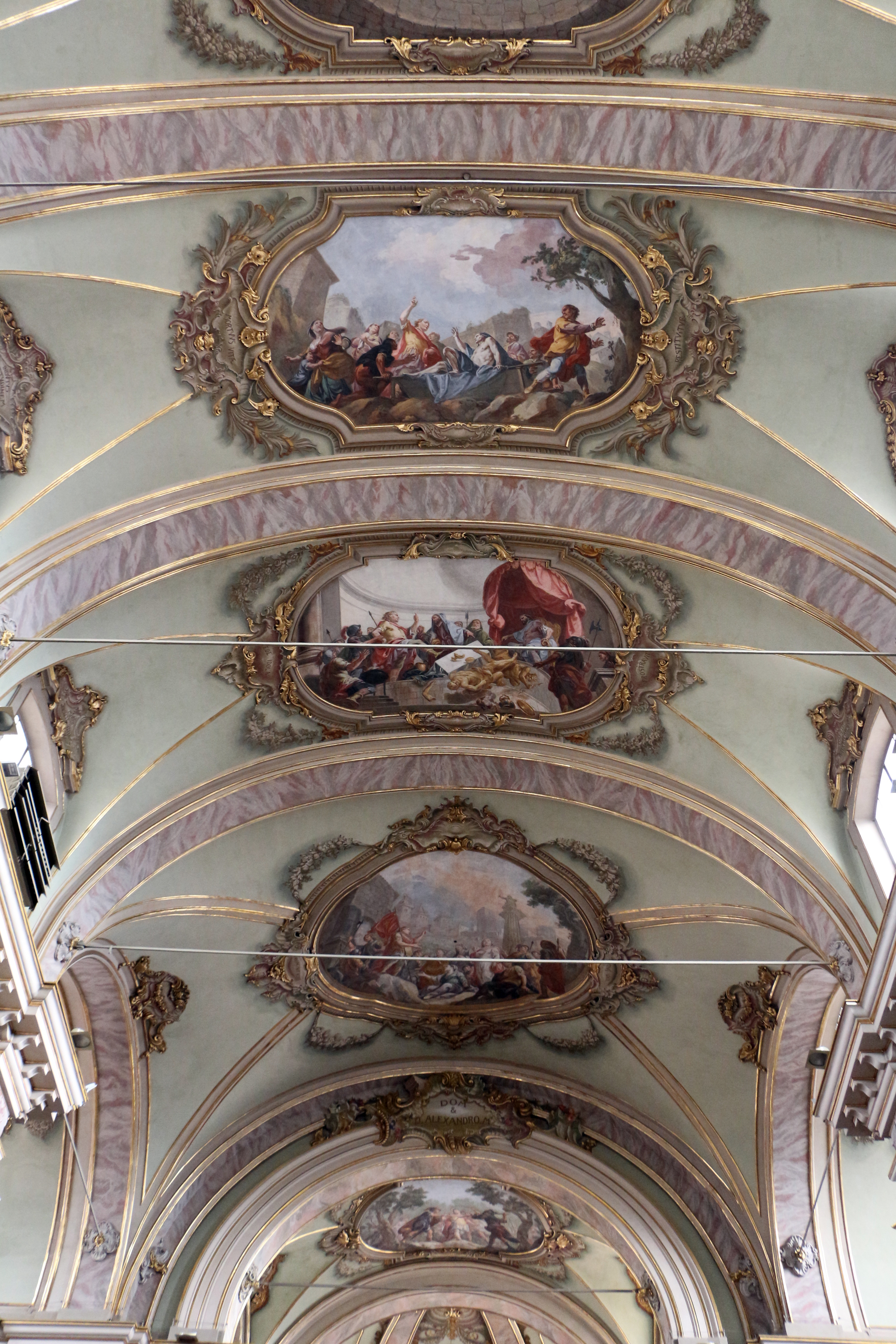
Volta di Sant'Alessandro della Croce con le storie del santo

Dell'artista non si conoscono opere giovani, ma è documentato dal 1750. Il primo documento risale al 1752, ed è un piccolo lavoro per la chiesa di San Filippo a Lodi. Per aver maggior possibilità lavorativa l'artista oltre ad aver lavorato a Milano con gli affreschi per la chiesa di Sant'Alessandro si allontanò e si spostò in molte zone della Lombardia. 
Molte sue opere sono conservate nelle città di Pavia, a Monza, al Sacro Monte di Orta, a Cremona, a Piacenza, ma soprattutto nella bergamasca, dove nel Settecento si intraprese un grande lavoro di ammodernamento di edifici di culto in stile neoclassico: con la necessità di nuovi decori era possibile trovare molte committenze. Furono gli anni dopo il 1760 che si intensificò la sua presenza a Bergamo dove lavorò con il quadraturista Bernardo Brignoli per molte delle sue opere.

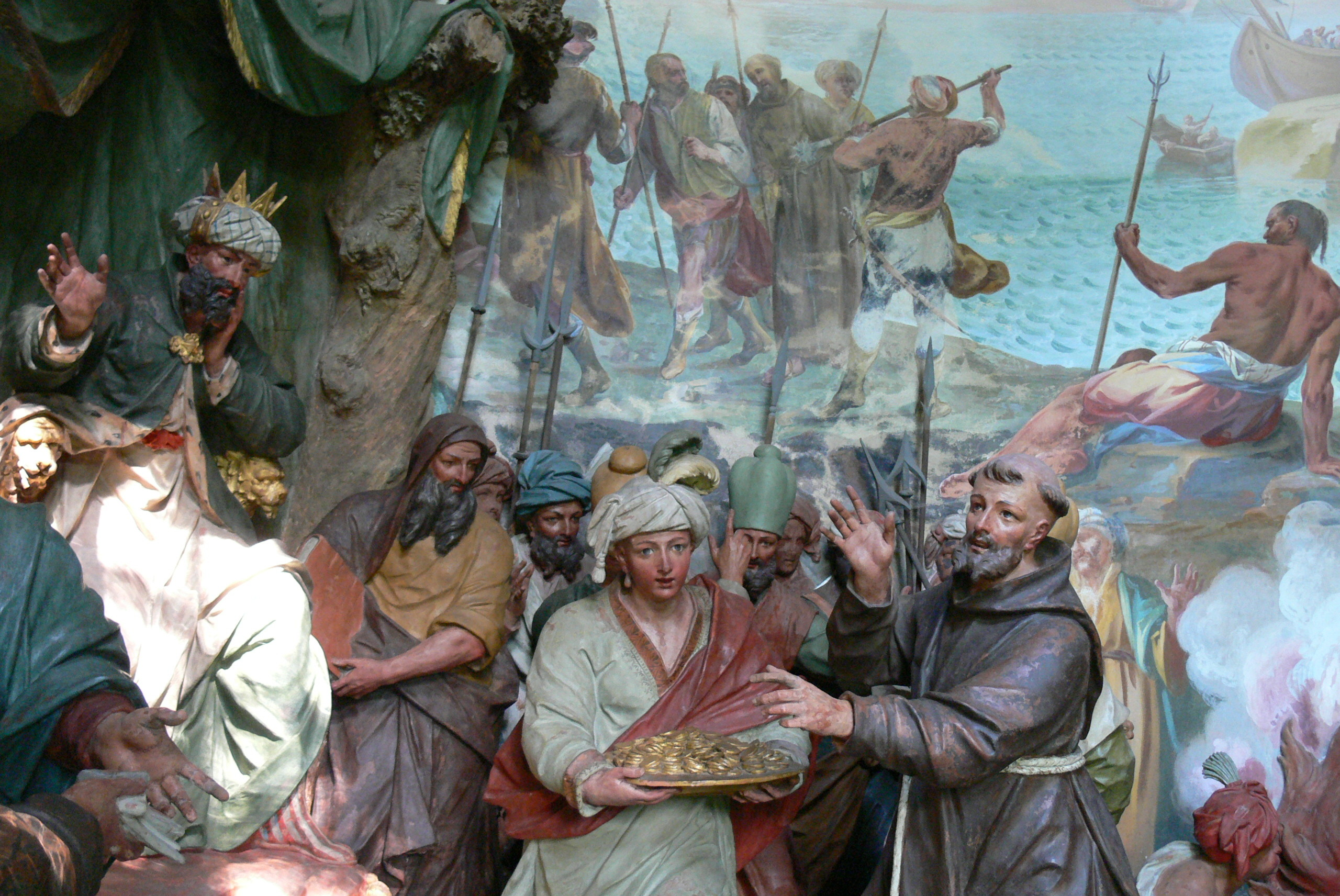
Sacro Monte Orta-Cappella di San Francesco

Pur avendo imparato a scuola del Maggi con discendenza della scuola milese grazie alla sua collaborazione con altri artisti e con gli studi del duomo di Monza poté ottenere uno stile più libero senza mai arrivare però allo stile rococò rimanendo sempre dai tratti conservatori. Gli anni trascorsi a Bergamo lo avvicinarono all'arte di Vincenzo Angelo Orelli e all'arte veneziana, rilevabile nelle opere successive i primi anni.
Nel 1790 fu nominato direttore dell'Accademia Ambrosiana, con Gian Antonio Cucchi, e Antonio De Giorgi, dove risulta che firmò richieste di sussidi per l'accademia stessa. Da quella data pare che non realizzò più dipinti. Morì nella sua casa a Milano.

## Opere
Molti furono i lavori eseguiti dall'artista di cui alcuni sono andati perduti, particolarmente per il territorio di Bergamo, se ne citano solo alcuni:
- Storie e gloria di san Benedetto della cappella omonima dell'Abbazia di Chiaravalle, 1754;
- Affresco nel refettorio dell'Abbazia di Chiaravalle, 1757;
- Due medaglioni e la volta a catino della chiesa di Santa Maria al Carrobiolo di Monza, poi perduti ma citati nelle guide cittadine, 1755;
- pala d'altare della chiesa di Santa Maria in Strada di Monza, 1755;
- San Francesco davanti al saltano nella cappella francescana del Sacro Monte di Orta;
- Angeli e santi che adorano l'Eucaristia chiesa di Santa Maria delle Grazie di Lodi, 1759;
- Gloria di san Filippo neri volta del palazzo dei Filippini conservato al Museo civico di Lodi, 1764;
- Volta della navata chiesa di San Vincenzo a Piacenza, 1769-1761;
- Caduta della manna volta della sagrestia del duomo di Bergamo, 1761;[4]
- affreschi della volta, degli altari del duomo di Bergamo in occasione della visita di Gregorio Barbarigo poi rimossi, 1762;
- Sansone fa crollare il tempio, il sacrificio della figlia di Jefte, Davide e Golia duomo di Bergamo, 1766;
- Misteri del rosario basilica di San Martino Alzano Lombardo, 1764;
- Affreschi della volta della cappella privata della villa d'Arcais a Carobbio degli Angeli, 1765;
- affreschi della chiesa di Casaletto Ceredano, 1767;
- affreschi della chiesa delle Orsoline di Gandino, 1767;
- arco d'ingresso alla cappella del Crocifisso della chiesa alessandrina di Milano, 1768;
- Santa Maria Maddalena in casa del fariseo pala d'altare della chiesa di San Bernardino alle Ossa di Milano, 1768;
- Cena in casa di Simone nella chiesa di Ciserano, considerata uno dei migliori lavori dell'artista, 1771;
- San Giuseppe e santi sacrestia della chiesa parrocchiale di Medolago, 1771;
- Gloria di San martino, le virtù teologali per la chiesa di San martino di Torre Boldone, 1771;
- Tre sovraporte per il palazzo di Sanseverino d'Aragona Piacenza, 1772;
- Storie di Alessandro Magno salone del palazzo Anguissola di Cirnafava Rocca, Piacenza, 1772;
- La Vergine Assunta e san Martino vescovo, i Misteri del Rosario, Madonna del Carmelo  chiesa di San Martino di Torre Boldone, 1775;
- San Rocco cappella privata della villa Mapelli di Ponte San Pietro, 1776;
- Miracolo di san Zenone per la chiesa omonima di Osio Sotto, 1776;
- Storie di Sant'Alessandro chiesa di Sant'Alessandro della Croce di Bergamo, 1779
- Storie di Sant'Alessandro volta della navata della Basilica di Sant'Alessandro in Colonna, e della cupola, presbiterio e medaglione nella sagrestia, 1780;
- Storie di San Domenico nella cappella del santo della chiesa dei Santi Bartolomeo e Stefano di Bergamo, 1780;
- Bartolomeo Colleoni e due militari bergamaschi per le sale dell'Accademia Carrara di cui si conservano solo i bozzetti, 1785-1786;
- Sacrificio di Polissena palazzo Agliardi di Bergamo;
- Olimpo palazzo Brembati, Bergamo;
- Scene allegoriche, palazzo Magliani, Bergamo;
- Allegoria dell'Amore palazzo Marenzi in via Pignolo, Bergamo;
- Venere e Amore, Marte tiene al laccio Venere dormiente, palazzo Suardi Gavazzeni, Bergamo;